# ژوزف گراسی

عکس از خودش (بعد از ۱۸۰۰ میلادی)

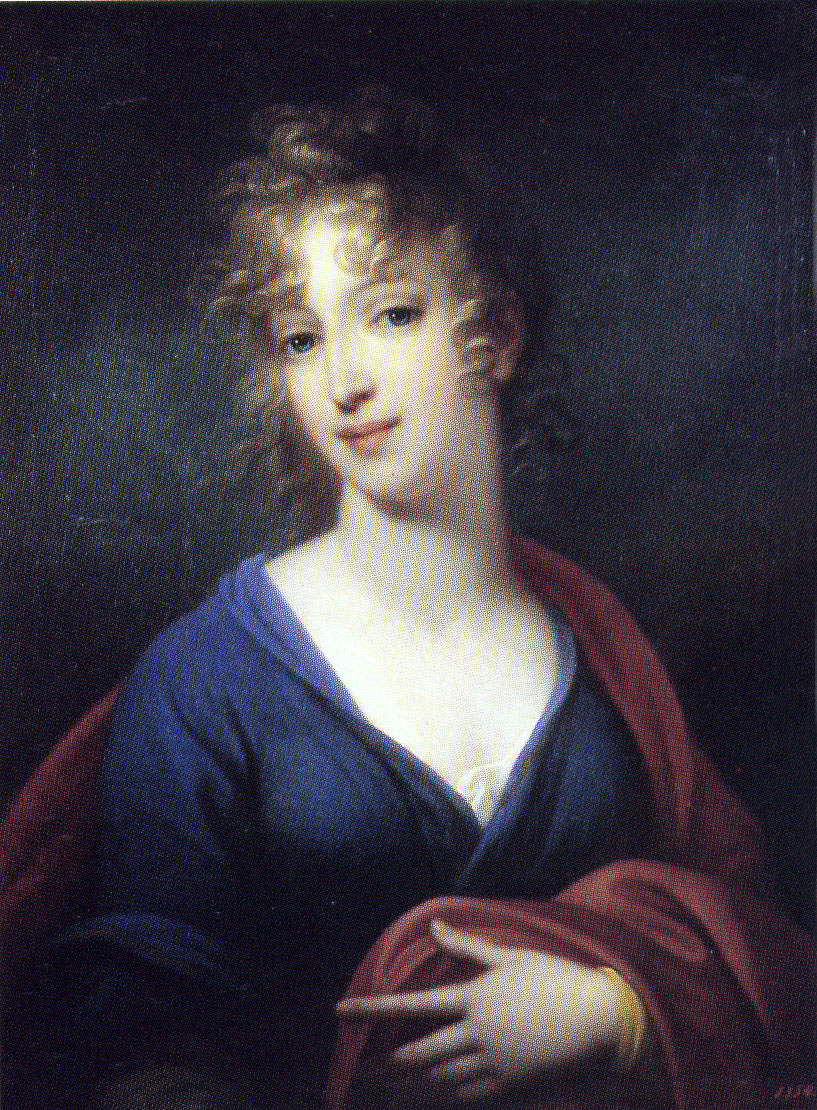
دوشس بزرگ النا پاولوونا از روسیه (۱۸۰۲)

ژوزف گراسی (۲۲ آوریل ۱۷۵۷–۷ ژانویه ۱۸۳۸)، نقاش رخساره اتریشی بود. نام میانی او معمولاً به عنوان " ماریا " داده می‌شود، اگرچه شواهدی وجود دارد که در واقع " ماتیاس " بوده‌است. او را " جوزپه گراسی " نیز می‌گویند.

## زندگی
ژوزف گراسی در وین به دنیا آمد، برادر کوچکش آنتون گراسی مجسمه‌ساز و پدر آنها، اوتیلیو، یک طلافروش اهل اودینه بود. ژوزف در آکادمی هنرهای زیبا وین تحصیل کرد. او احساس کرد که در آنجا با او ناعادلانه رفتار می‌شود، بنابراین، هنگامی که در مسابقه بورسیه سفر از هاینریش فردریش فوگر شکست خورد، از توصیه برخی از دوستان ملی‌گرای لهستانی استفاده کرد و به ورشو نقل مکان کرد. در آنجا، او معلم ترزا جابونوفسکا (از فرزندان استانیسلاو جان جابونوفسکی) شد و خود را به عنوان یک نقاش رخساره موفق معرفی کرد. هنگامی که قیام کوشسیوسکو در سال ۱۹۷۴ آغاز شد، وی توانست با وساطت کوشچیوشکو، که رخساره خود را نقاشی کرده بود، منطقه جنگ را ترک کند.
گراسی بیشتر به خاطر رخساره‌های حساس خود از زنان شهرت دارد. در سالهای بعد، سبک او کمتر مورد لطف واقع شد و به نوعی کلاسیک گرایی آکادمیک تبدیل شد. وی در درسدن در سن ۸۰ سالگی درگذشت.